# Central hidroeléctrica Cipreses
La central hidroeléctrica Cipreses es una generadora de energía eléctrica en base a energía hidráulica del río Cipreses (Maule). Está ubicada en la parte alta de la cuenca del río Maule en la Región del Maule. Fue construida en 1955 con una capacidad de 100.000 kW.: 6 

Embalses y centrales hidroeléctricas en la cuenca del río Maule.